# 曼戈奇
曼戈奇（Mangochi）是非洲東南部國家馬拉維的城鎮，也是曼戈奇縣的首府，由南部區負責管轄，位於馬拉維湖南端希雷河西岸，距離該國最大城市布蘭太爾約190公里，海拔高度470米，建城於1890年代，2008年人口51,429。

## 外部連結
- MSN Map[永久]
- MSN Map[永久]

14°28′S 35°16′E / 14.467°S 35.267°E